# たつの市立新宮中学校
たつの市立新宮中学校（たつのしりつ しんぐうちゅうがっこう）は、兵庫県たつの市新宮町にある公立中学校。
略称は「新中」（しんちゅう）など。

## 沿革
戦後の学制改革において、（旧）新宮町、西栗栖村、東栗栖村、香島村、越部村の5町村は当初から組合設立に動き、組合立中学校及び分校の設立に至る。5町村が合併し（新）新宮町となり、さらにたつの市となった現在も単独校として残っている。
本校の前身として、5町村の組合立で設けられた揖北第一青年学校（-1948年）が認められる。新制中学校移行時に兵庫県の当初の案では「新宮・香島・越部」に一校、「西栗栖・東栗栖」に一校の計2校を設置する計画であったが、青年学校における5町村の連携関係をうまく活用し青年学校に併置する形（事実上、青年学校を新制中学校に名称変更する形）で新宮中学校の設立に至った。また新宮中学校の設置はのちの5町村合併の機運を盛り上げることになった。以下、公式HP「学校案内」による。
- 1947年（昭和22年）4月1日 - 5町村による揖保郡学校組合立新宮中学校を設立。新宮小学校内に本校、西栗栖小学校内に分校、他の3町村の小学校内に分教場を設ける。
- 1947年（昭和22年）4月22日 - 新宮小学校にて開校式、入学式を挙行。以後、本日を創立記念日とする。
- 1948年（昭和23年）5月20日 - 運動歌制定（作詞:菅野登美子、作曲:斉藤時子。変ホ長調[7]）。
- 1948年（昭和23年）10月 - 兵庫県立龍野実業高等学校新宮分校が本校に併置。
- 1949年（昭和24年）1月10日 - 現在地に本校独立校舎竣工、分教場を廃止し本校に統合。
- 1949年（昭和24年）5月10日 - 校歌制定（作詞:西上忠男（本校初代校長）、作曲:長谷川良夫。ハ長調[8]）。
- 1951年（昭和26年）4月1日 - 5町村合併により、揖保郡新宮町立新宮中学校と改称。
- 1956年（昭和31年）10月 - 龍野実業高等学校新宮分校が独立校舎を新築（旧制明石女子師範学校の校舎の払い下げを受ける）。これはのちに兵庫県立新宮高等学校として独立[9]。
- 1963年（昭和38年）4月1日 - 西栗栖分校を本校に統合[注 1]。
- 1997年（平成9年）4月1日 - 校区の一部を播磨高原広域事務組合立播磨高原東中学校に分割。
- 2005年（平成17年）10月1日 - 1市3町合併により、たつの市立新宮中学校と改称。

新宮地域は少子化による学校小規模化が進行していることから、新宮地域5小1中を統合した施設一体型小中一貫校「はりま新宮小学校」「はりま新宮中学校」を新宮小の敷地一帯に建設することを決め、2028年度の開校を目指して建設を進めることとなった。

## 部活動

### 運動部
- 野球部
- ソフトボール部
- 女子バレーボール部
- バスケットボール部
- 陸上競技部
- ソフトテニス部
- サッカー部

### 文化部
- 吹奏楽部
- 美術部

## 校風
- 校舎は本館、北館、南館、東館、金工・木工室棟からなり、それぞれ渡り廊下や屋根で繋がっている。山肌に隣接しており、敷地には高低差が多い。グラウンドは大グラウンド、サッカーグラウンド、テニスコートがある。
- 毎年9月に行われる体育祭では男子が組み立て体操でピラミッドを作る。2013年には3年生男女で8段ピラミッドが作られた。
- 生徒会活動
  - 総務、学芸、整美、風紀、保体、文化、厚生、選挙管理
- 主な学校行事
  - 1学期 入学式、対面式、3年修学旅行、1・2年校外学習
  - 2学期 体育祭、文化祭、2年トライやる・ウィーク、1年校外学習、マラソン大会
  - 3学期 3年生を送る会、卒業式

## 通学区域
たつの市のうち、旧新宮町区域（播磨高原広域事務組合立播磨高原東小学校の通学区域を除く）。以下の小学校区が該当する。
- たつの市立西栗栖小学校 （下莇原を除く）
- たつの市立東栗栖小学校
- たつの市立香島小学校
- たつの市立新宮小学校
- たつの市立越部小学校

## 交通アクセス
- JR姫新線 播磨新宮駅下車 北へ約1km、徒歩約10分
- 神姫バス龍野山崎線「下野」下車 西へ徒歩約5分
- 山陽自動車道 姫路西ICより 国道29号北上、追分交差点より 新宮方面へ
- 国道2号 福田ランプより 国道179号北上[6]

## 主な卒業生
- 丸山和也（弁護士、コメンテーター・タレント・参議院議員)[14]
- 田渕章裕（お笑いコンビ「ちょんまげラーメン」メンバー）[15]

## 通学区域が隣接している学校
- たつの市立龍野東中学校
- たつの市立龍野西中学校
- 相生市立矢野川中学校
- 播磨高原広域事務組合立播磨高原東中学校
- 佐用町立三日月中学校
- 宍粟市立山崎西中学校
- 宍粟市立山崎南中学校
- 姫路市立安富中学校
- 姫路市立林田中学校